# Tribunal Superior de Justícia de la Comunitat Valenciana
El Tribunal Superior de Justícia de la Comunitat Valenciana (TSJCV) té la seu a la ciutat de València, al carrer Palau de Justícia s/n; des del 2010 està presidit per María Pilar de la Oliva Marrades.
La Constitució Espanyola de 1978 configurà l'organització territorial d'Espanya en comunitats autònomes, províncies i municipis.
El setembre de 2017 va haver-hi un incendi que inutilitzà temporalment l'ús de les instal·lacions. S'insinuà que l'incendi fou provocat per part d'una regidora de Compromís per interessos del Partit Popular, les insinuacions no tenien cap fonament perquè l'incendi que ocorregué a les parts on no hi havia documents relacionats amb cap membre del Partit Popular. La recuperació de l'incendi costà 2,7 milions d'euros per no haver tingut una assegurança des del Govern del Partit Popular.

## Règim judicial de la Comunitat Valenciana
La Comunitat Valenciana té poder legislatiu i poder executiu propis però al contrari que en un estat federal no té una organització judicial pròpia sinó que comparteixen el poder judicial d'Espanya.
Les Corts Valencianes intervenen en el nomenaments d'una tercera part dels membres de la Sala del Civil i Penal la els quals formen una terna que presenta al Consell General del Poder Judicial espanyol, que en selecciona un.

## Composició del Tribunal Superior de Justícia de la Comunitat Valenciana
El Tribunal Superior està dividit en tres sales: del Civil i Penal, del Contenciós Administratiu i del Social. Hi ha un president del Tribunal Superior de Justícia, un president per a cadascuna de les sales, un president per a cadascuna de les seccions en què està dividida cada sala i un nombre de magistrats variable segons el volum de treball.

## Competència del Tribunal Superior de Justícia
La Sala del Civil i Penal coneix, com a Sala del Civil, del recurs de cassació i del recurs extraordinari de revisió contra resolucions d'òrgans jurisdiccionals de l'ordre civil amb seu a la Comunitat Valenciana; de les demandes de responsabilitat civil, dirigides contra el president i els membres del Consell de Govern valencià i contra els membres de les Corts Valencianes, quan no corresponga al Tribunal Suprem; de les demandes de responsabilitat civil, contra magistrats d'una Audiència Provincial; i qüestions de competència entre òrgans jurisdiccionals d'ordre civil amb seu a la Comunitat Valenciana.
La Sala del Civil i Penal coneix, com a Sala del Penal, de les causes penals que l'Estatut de la Comunitat Valenciana reserva al coneixement dels Tribunal Superior de Justícia; de les causes penals contra jutges, magistrats i membres del ministeri fiscal sempre que no corresponga al Tribunal Suprem; dels recursos d'apel·lació contra les resolucions dictades en primera instància per les audiències provincials i qüestions de competència d'òrgans jurisdiccionals amb seu a la Comunitat Valenciana sense superior comú.
La Sala del Contenciós Administratiu coneix de recursos sobre entitats locals i de l'Administració Pública de la Comunitat Valenciana.
La Sala del Social coneix sobre controvèrsies que afecten treballadors i empresaris en un àmbit superior a la d'un Jutjat del Social.

## Presidència
El president del TSJ és nomenat pel rei d'Espanya per a un període de 5 anys a proposta del Consell General del Poder Judicial.

### Llista de presidents
Informació actualitzada per un bot. Els canvis manuals es perdran quan s'actualitzi!
| Imatge | Titular                          | Des de | Fins a | Duració (anys) | Gènere  | Lloc de naixement   |
| ------ | -------------------------------- | ------ | ------ | -------------- | ------- | ------------------- |
|        | Juan Luís de la Rúa              | (1999) | (2010) | 10–11          | masculí | Santibáñez de Béjar |
|        | María Pilar de la Oliva Marrades | (2010) |        |                | femení  | Alzira              |
|        | Juan José Marí Castelló-Tárrega  | (1989) | (1999) | 9–10           | masculí | Castelló            |

## Algunes actuacions del Tribunal Superior de Justícia de la Comunitat Valenciana
- Sobreseïment del delicte de suborn passiu del president de la Generalitat Valenciana Francisco Camps.
- Anul·lació de l'ordre de la Generalitat Valenciana d'impartir l'assignatura d'Educació per a la Ciutadania en anglès.